# Lipoptena
Lipoptena is een geslacht van  vliegen uit de familie van de luisvliegen (Hippoboscidae).

## Synoniemen
- Haemobora Curtis, 1824
- Ornithobia Meigen, 1830

## Soorten
- L. annalizeae
- L. arianae Maa, 1969
- L. axis
- L. binocula
- L. capreoli Rondani, 1878
- L. cervi (Linnaeus, 1758)
- L. couturieri Séguy, 1935
- L. chalcomelaena
- L. depressa (Say, 1823)
- L. doszhanovi
- L. efovea
- L. fortisetosa Maa, 1965
- L. grahami
- L. guimaraesi
- L. hopkinsi
- L. iniqua
- L. japonica
- L. mazamae Rondani, 1878
- L. nirvana
- L. pacifica
- L. paradoxa
- L. pauciseta
- L. pteropi
- L. pudui
- L. rusaecola
- L. saepes
- L. saltatrix
- L. sepiacea
- L. sigma
- L. sikae
- L. timida
- L. weidneri